# Anderson Nunes
Pour les articles homonymes, voir Nunes.
Anderson Francisco Nunes est un footballeur brésilien né le 21 janvier 1982 à São Paulo.
Il joue au poste d'attaquant.